# Фужер (город)
Фужер (фр. Fougères) — город на северо-западе Франции, находится в регионе Бретань, департамент Иль и Вилен, центр одноименного округа и кантонов Фужер-1 и Фужер-2. Город расположен в 40 км к северо-востоку от Ренна и в 54 км к северо-западу от Лаваля, в 6 км от автомагистрали А84. Через территорию города протекает река Нансон (фр.), южнее впадающая в реку Куэнон (фр.).
Население (2019) — 20 595 человек.

## История
Город на границе Бретани, Мэна и Нормандии основан в Средневековье, хотя наличие многих мегалитических памятников в его окрестностях говорит о том, что эта область была заселена уже в эпоху неолита (5000—2000 годы до нашей эры). Замок Фужера впервые упоминается в X веке — тогда это было простое деревянное укрепление, расположенное на скалистом хребте, доминировавшим над долиной реки Нансон и окружающими болотами. Фужер находился на пересечении двух римских дорог — из Шартра в Каре и из Авранша в Нант. С XII века жители города стали селиться дальше от берега Нансона, и город увеличился в размерах, разделившись на два прихода: Сен-Сюльпис в нижней части и Сен-Леонар в верхней. Начиная со Средних веков, ремесла развивались вокруг кожевенного завода, ткацких и драпировочных производств в нижнем городе.
Первый замок Фужера был взят королем Англии Генрихом II в 1166 году и разрушен. Рауль II де Фужер построил более внушительное сооружение, и оно стало оплотом, защищавшим границы Бретани от Мон-Сен-Мишеля до Нанта. Однако географическое положение и интересы сеньоров Фужера часто склонялись в пользу Франции. Когда Рауль III де Фужер предложил свои владения королю Людовику IX, бретонский герцог Пьер I в 1231 году захватил город, но затем был вынужден отдать его королю. Дочь Рауля III, Жанна де Фужер, провела новые фортификационные работы и украсила город; конец XIII века был периодом мира и процветания для Фужера.
В 1307 году французский король Филипп IV выкупил сеньорию Фужер, но для французского королевства она не имела особого интереса. Разоренное грабежами во время Столетней войны население Фужера обратилось за помощью к герцогству Бретань, и в 1428 году город был присоединен к Бретани. В 1449 году арагонский авантюрист Франсуа де Сюрьен, находящийся на службе у англичан, захватил и разграбил город с целью заставить Бретань вступить в союз с Англией. В городе было совершено много убийств, что вызвало обратную реакцию бретонского герцог Франциска I, выступившего против Англии. Франциск I вступил в союз с королем Франции Карлом VII и взял Фужер после долгой осады. В 1488 году, в ходе Безумной войны, французский генерал Луи II де Ла Тремойль захватил Фужер перед решающим сражением при Сент-Обен-дю-Кормье.
В XVI веке Фужер утерял свое стратегическое значение. Во время Религиозных войн город оставался католическим, в то время как соседний Витре поддерживал гугенотов. Жители Фужера приветствовали Великую Французскую революцию, но декреты о Гражданском устройстве духовенства и массовой мобилизации изменили ситуацию. Фужер поддержал шуанов, которые в 1793 года захватили город; спустя несколько недель республиканцы вернулись в Фужер, после чего город в течение восьми лет неоднократно переходил из рук в руки, что сопровождалось массовыми убийствами и грабежами.
С начала XX века в Фужере стала развиваться промышленность. Было открыто несколько обувных фабрик, рабочие которых бастовали зимой 1906—1907 годов; эта забастовка получила известность по всей Франции, поддержать рабочих приезжал Жан Жорес. Также город стал специализироваться на производстве стекла благодаря наличию в его окрестностях песчаной почвы (песок является основным компонентом стекла), леса (так как песок должен быть расплавлен) и папоротников (богатые содой растения).
8 июня 1944 года, в ходе операции «Оверлорд» Фужер подвергся массированной бомбардировке авиацией союзников, в результате которой погибло 300 человек и уничтожено большинство общественных и промышленных объектов.

## Достопримечательности
- Замок Фужер XII века; замок является одним из самых впечатляющих французских замков, занимая площадь в 2 гектара, и считается одной из самой больших средневековых крепостей в Европе. Он состоит из трех корпусов, стены которых прекрасно сохранились, а его тринадцать башен поражают своим величием, некоторые из них можно посетить
- Беффруа (колокольня), построенная в 1397 году в стиле пламенеющей готики, первая на территории Бретани и одна из трех, уцелевших до наших дней
- Ворота Нотр-Дам XV века, часть крепостной стены
- Церковь Сен-Сюльпис XV века в стиле пламенеющей готики
- Церковь Нотр-Дам конца XIX — начала XX века в романо-византийском стиле
- Церковь Сен-Леонар XIV—XV веков, частично перестроенная в XIX веке, сочетание пламенеющей готики и неоготики
- Муниципальный театр Виктора Гюго
- Музей художника Эмманюэля де ла Вийеона в старинном фахверковом доме

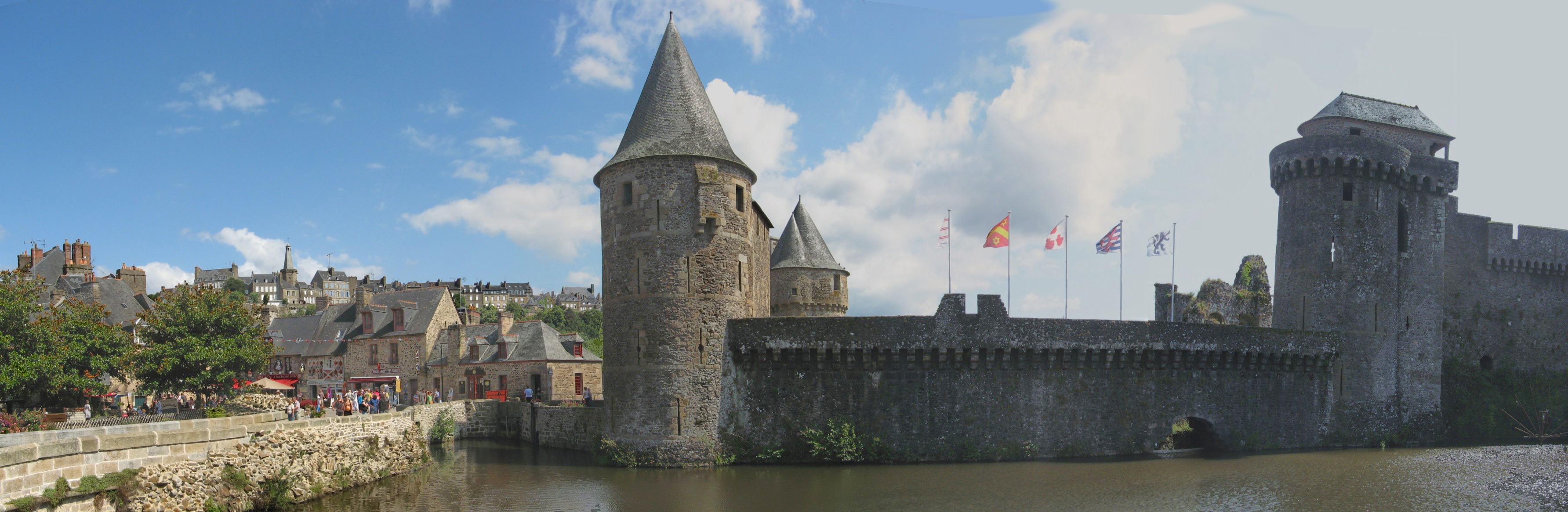
Вид на замок Фужер

## Экономика
Структура занятости населения:
- сельское хозяйство — 0,6 %
- промышленность — 21,6 %
- строительство — 4,0 %
- торговля, транспорт и сфера услуг — 37,1 %
- государственные и муниципальные службы — 36,7 %

Уровень безработицы (2018) — 16,5 % (Франция в целом —  13,4 %, департамент Иль и Вилен — 10,4 %). 

Среднегодовой доход на 1 человека, евро (2018) — 19 430 (Франция в целом — 21 730, департамент Иль и Вилен — 22 230).

## Демография
Динамика численности населения, чел.

## Администрация
Пост мэра Фужера с 2007 года занимает Луи Фёврье (Louis Feuvrier). На муниципальных выборах 2020 года возглавляемый им центристский список победил в 1-м туре, получив 51,16 % голосов (из пяти списков).
| Период | Период | Фамилия       | Партия                             | Примечания |
| ------ | ------ | ------------- | ---------------------------------- | --- |
| 1971   | 1983   | Мишель Куанта | Объединение в поддержку Республики | инженер-агроном, депутат Национального собрания Франции, министр сельского хозяйства (1971-1972), министр внешней торговли (1980-1981) |
| 1983   | 2007   | Жак Фошё      | Социалистическая партия            | социальный работник, член Регионального совета Бретани                                                                                 |
| 2007   |        | Луи Фёврье    | Разные левые Разные центристы      | инженер компании EDF, вице-президент Генерального совета департамента                                                                  |

## Города-побратимы
- Уарге, Буркина-Фасо
- Эшфорд, Великобритания
- Бад-Мюнстерайфель, Германия
- Сомото, Никарагуа

## Спорт
Через Фужер неоднократно проходила многодневная велогонка Тур де Франс, в разные годы город был начальной и конечной точкой этапов велогонки.

## Культура
В 1986 году Фужер получил знак Города и земли искусств и истории, которое Министерство культуры присуждает городам, принявшим на себя обязательства заботиться и повышать значимость объектов культурного наследия, расположенных на их территории.

## Знаменитые уроженцы
- Жан Амбруаз де Ларибуазьер (1759—1812), военный деятель, первый генеральный инспектор артиллерии, участник революционных и наполеоновских войн
- Жюльетта Друэ (1806—1883), актриса, подруга Виктора Гюго
- Жан Геенно (1890—1978), педагог, эссеист, писатель и литературный критик
- Жорж Франжю (1912—1987), кинорежиссёр и киноархивист

## Галерея

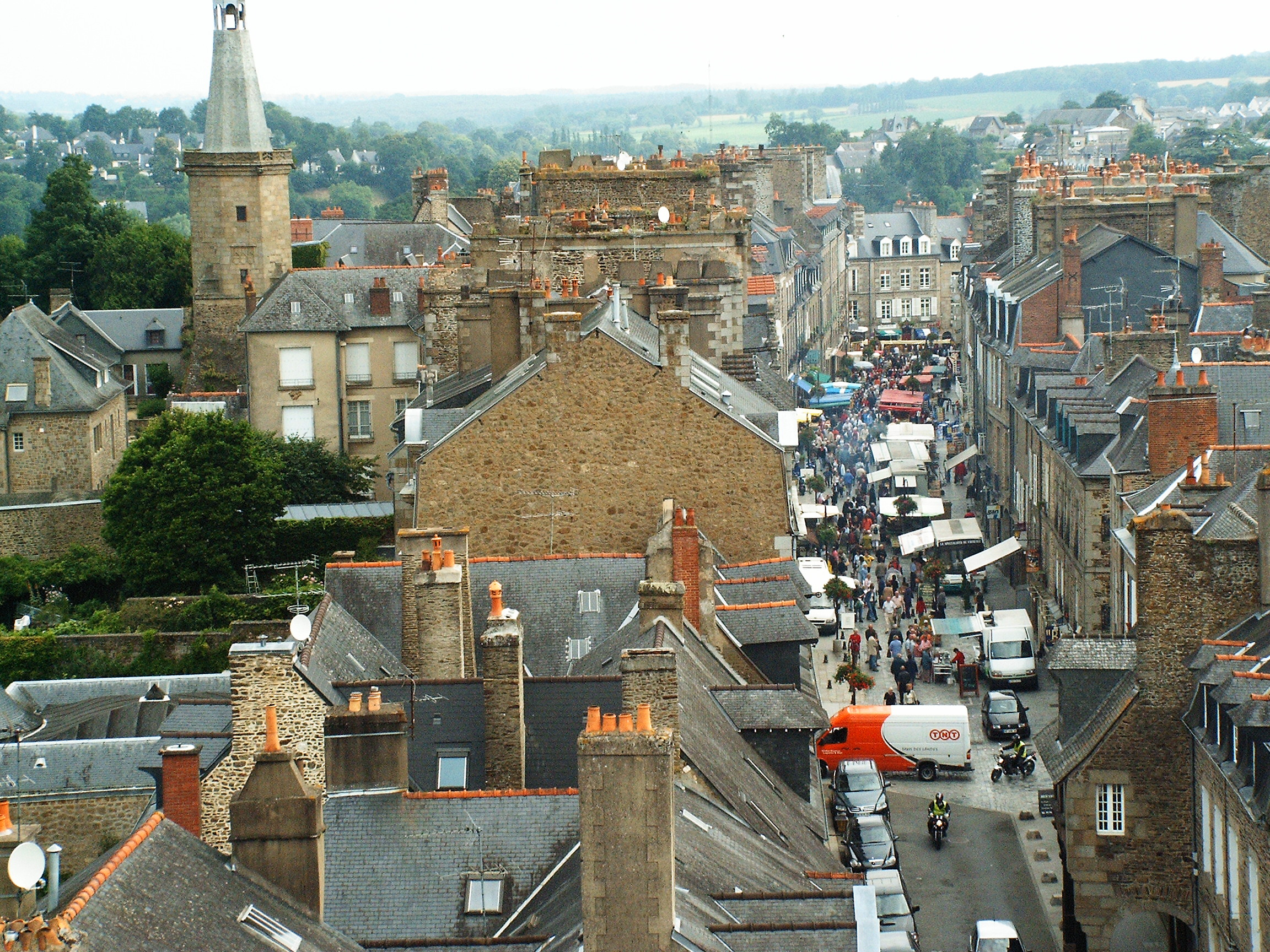
Центральная улица Фужера
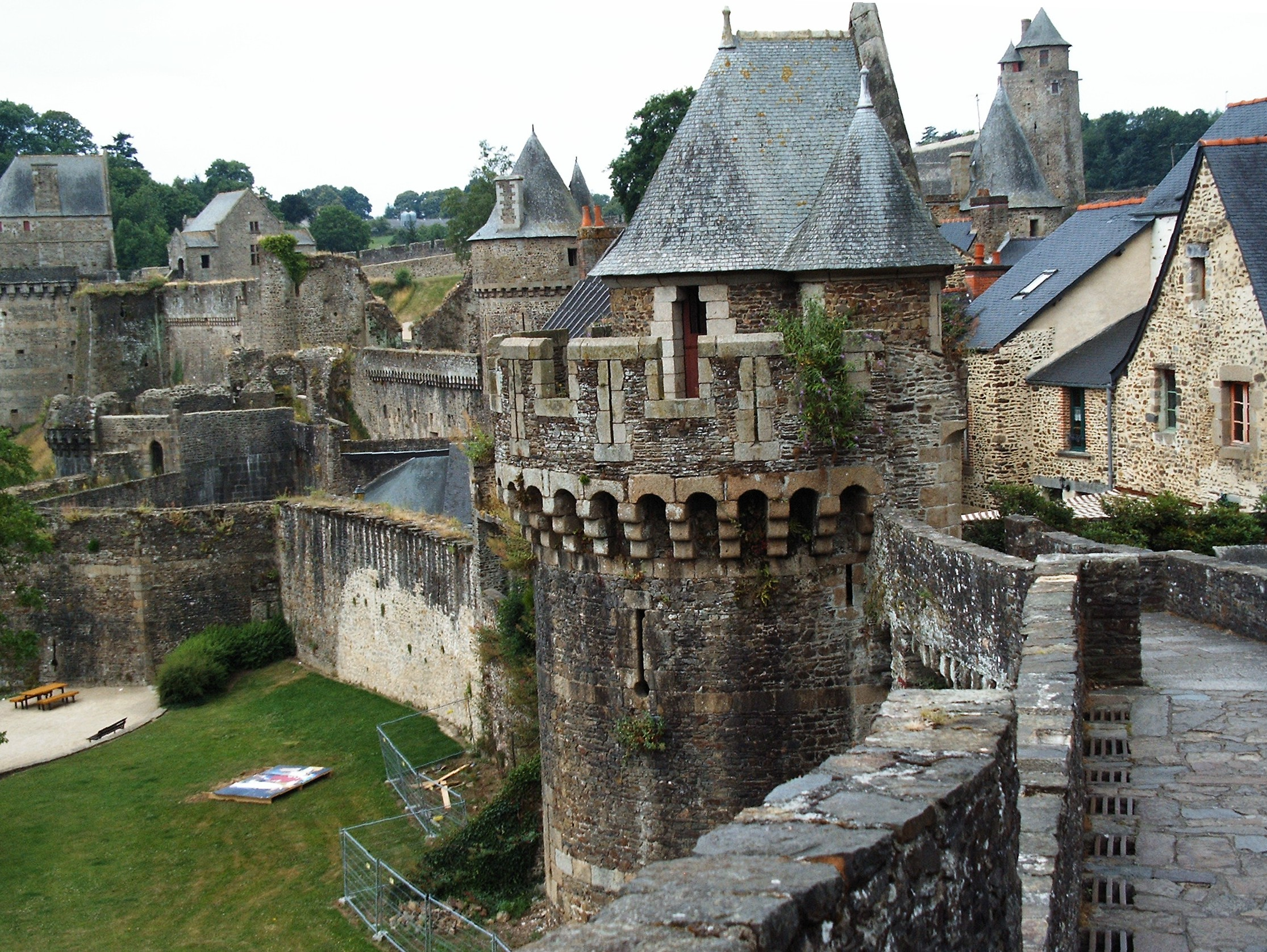
Крепостные стены
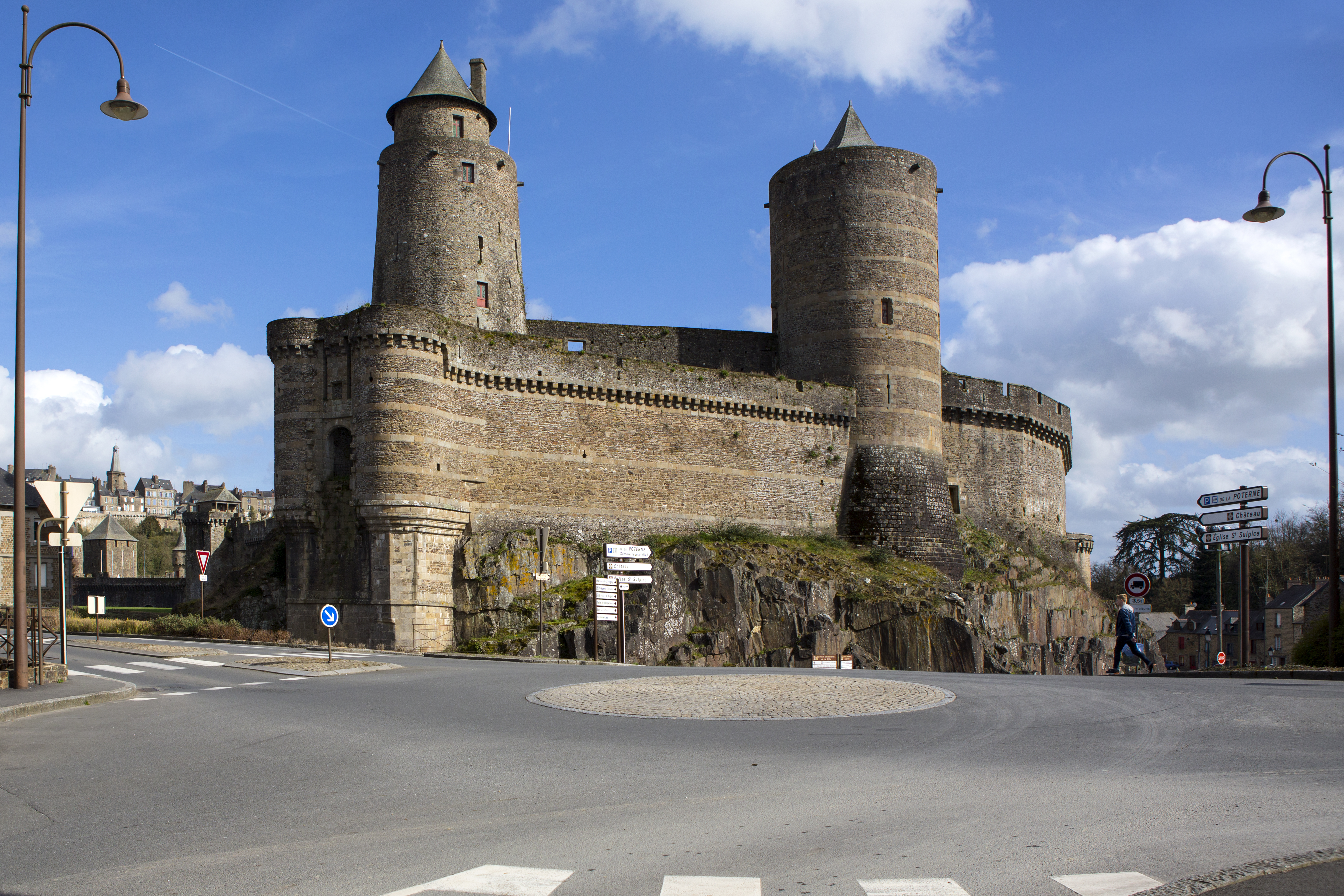
Башни замка Фужер
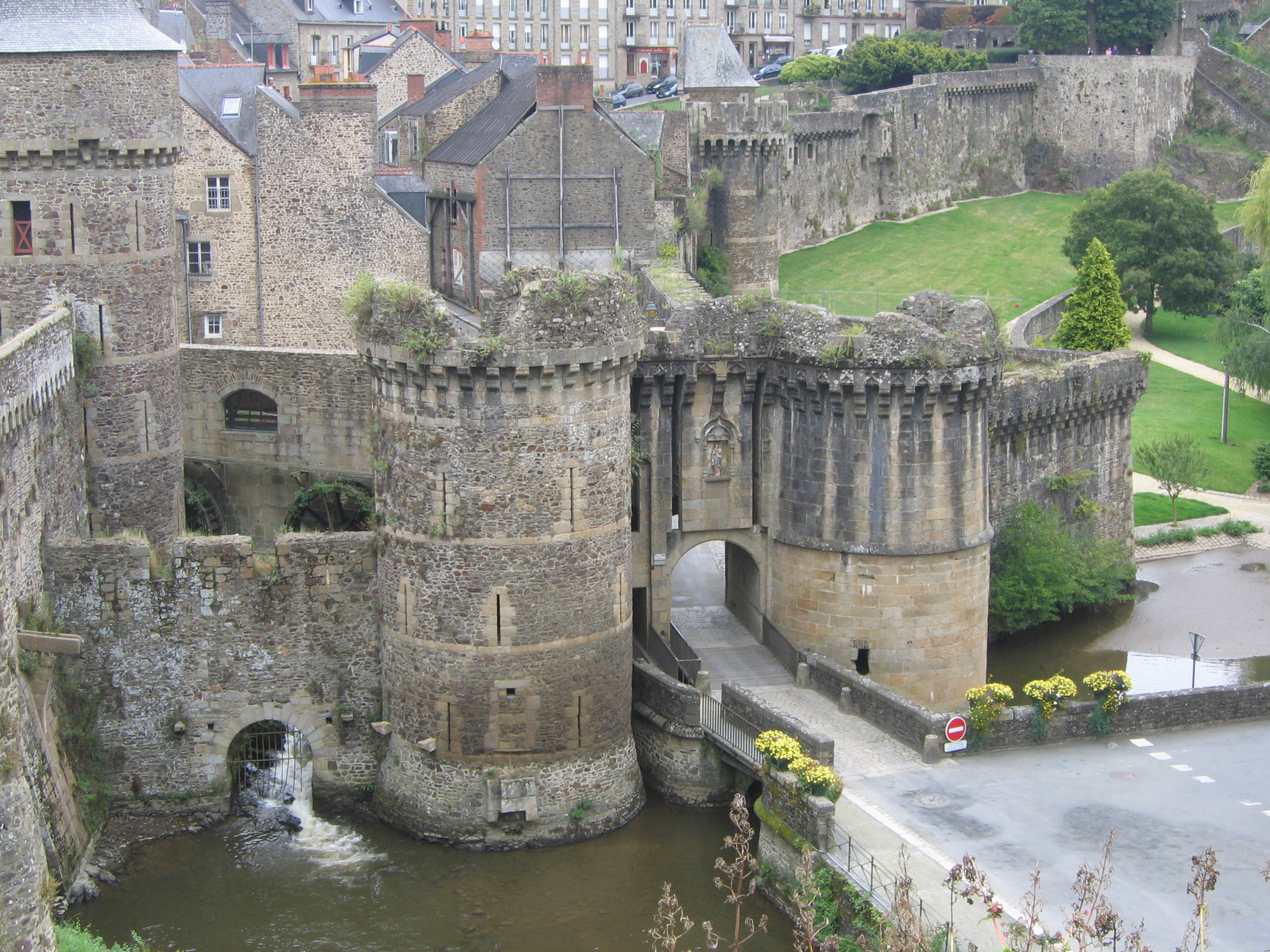
Ворота Нотр-Дам
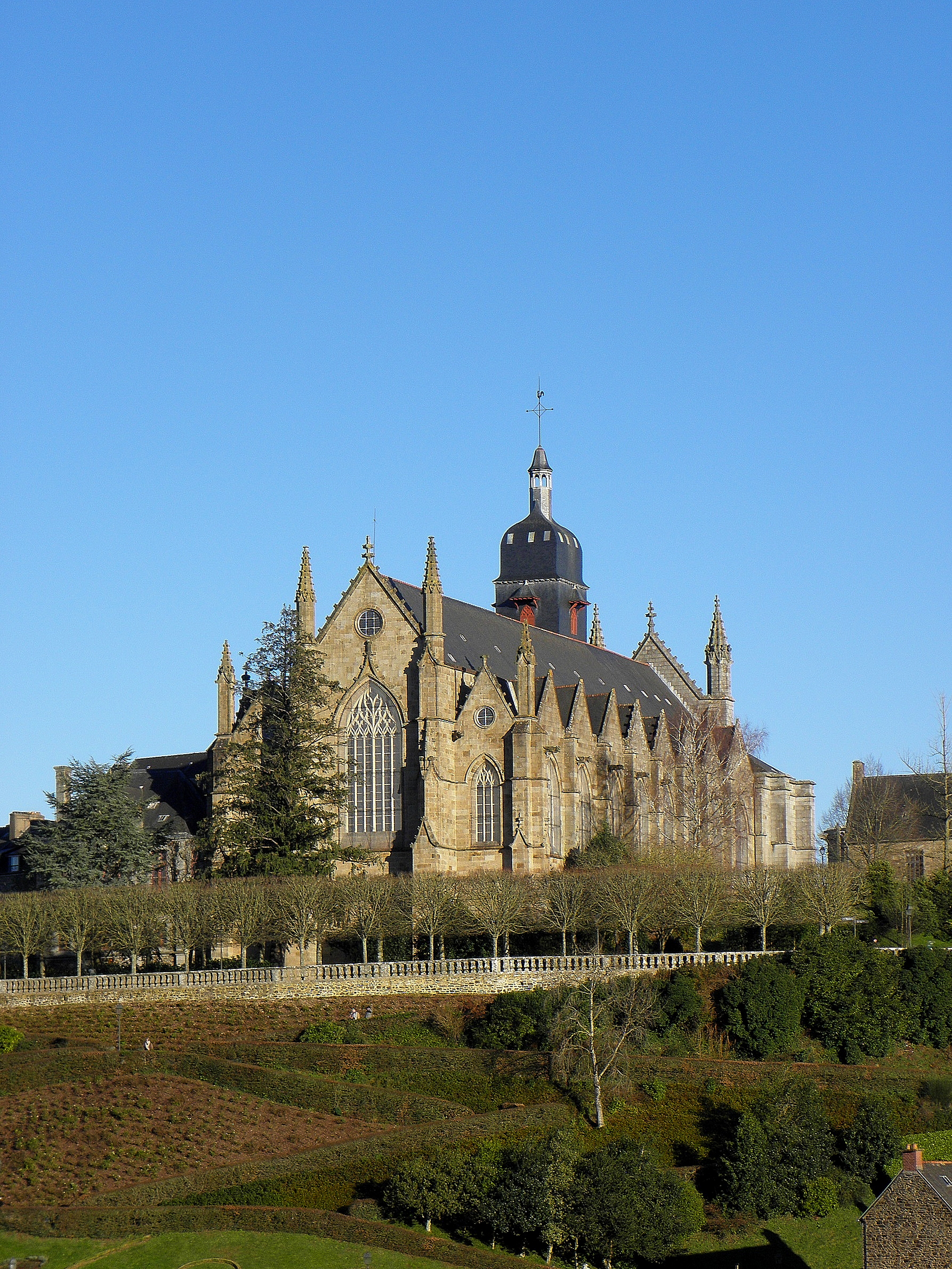
Церковь Сен-Леонар
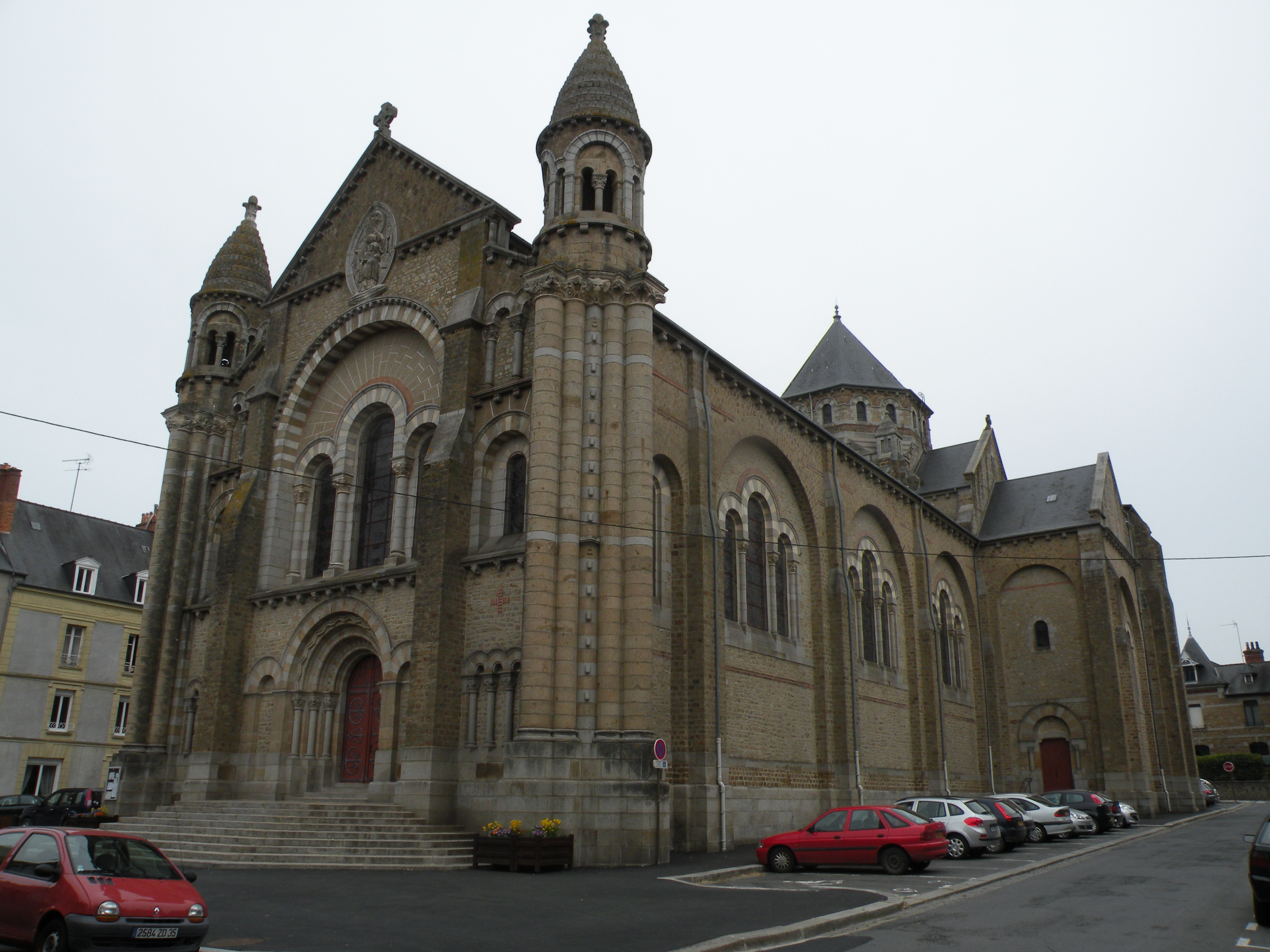
Церковь Нотр-Дам

1. 1 2  база данных о французских коммунах — Национальный географический институт Франции, 2015.